# Leisi
Leisi es un municipio estonio perteneciente al condado de Saare.
A 1 de enero de 2016 tiene 1974 habitantes en una superficie de 347,91 km².
La capital del municipio, Leisi, tiene solamente algo más de doscientos habitantes. El resto de la población vive en las siguientes localidades rurales: Angla, Aru, Aruste, Asuka, Hiievälja, Jõiste, Kaisa, Karja, Koiduvälja, Koikla, Kopli, Külma, Laugu, Liiva, Linnaka, Linnuse, Luulupe, Lõpi, Meiuste, Metsaääre, Metsküla, Moosi, Mujaste, Murika, Mätja, Nava, Nihatu, Nurme, Nõmme, Oitme, Paaste, Pamma, Pammana, Parasmetsa, Peederga, Poka, Purtsa, Pärsama, Pöitse, Ratla, Roobaka, Räägi, Selja, Soela, Tareste, Tiitsuotsa, Triigi, Tutku, Tõre, Täätsi, Veske, Viira y Õeste.
Se ubica al norte de la isla de Saaremaa, frente a la costa meridional de Hiiumaa.